# 2070-es évek
Évszázadok: 20. század · 21. század · 22. század
Évtizedek: 2020-as évek · 2030-as évek · 2040-es évek · 2050-es évek · 2060-as évek · 2070-es évek · 2080-as évek · 2090-es évek · 2100-as évek · 2110-es évek · 2120-as évek
Évek: 2070 · 2071 · 2072 · 2073 · 2074 · 2075 · 2076 · 2077 · 2078 · 2079

## Események
- 2070 – Tudósok 2020-as előrejelzése alapján a globális felmelegedés következtében 2070-re várhatóan 1–3 milliárd ember marad elviselhető klímájú lakóhely nélkül, amely fenntarthatatlan méretű migrációhoz fog vezetni.[1][2][3]
- 2076. július 4. – Az Amerikai Egyesült Államok függetlenségi nyilatkozata aláírásának 300. évfordulója.
- 2077 – Az Egyesült Királyság mint monarchia megalapításának 1000. évfordulója.